# Bardolino
Bardolino er en kommune i Provinsen Verona i regionen Veneto i det nordlige Italien, beliggende ca 130 km vest for Venezia og cirka 25 km nordvest for Verona. Den ligger ved Gardasøen.
Bardolino grænser op til kommunerne Affi, Cavaion Veronese, Costermano, Garda, Lazise, Manerba del Garda, Moniga del Garda, Padenghe sul Garda og Pastrengo.
1. ↑  demo.istat.it (fra Wikidata).